# متفورمین
نام ژنریک: متفورمین (به انگلیسی: METFORMIN)
رده درمانی: داروهای ضد دیابت.
اشکال دارویی: قرص

## موارد مصرف
متفورمین به عنوان کاهنده قند خون در درمان دیابت نوع دو به کار می‌رود. متفورمین در اختلال متابولیسم کربوهیدرات و درمان سندرم تخمدان پلی کیستیک نیز تجویز می‌شود. افرادی که دیابت نوع دوم دارند، سطح قند خونشان بالاتر از حد نرمال است. متفورمین دیابت را درمان نمی‌کند، بلکه کمک می‌کند تا سطح قند خون در رِنج نرمال بماند.

## مقدار و نحوه مصرف دارو
مقدار مصرف دارو را پزشک تعیین می‌کند ولی مقدار مصرف معمول این دارو به شرح زیر می‌باشد:
بزرگسالان: در صورت مصرف متفورمین تنها: در ابتدا ۵۰۰ میلیگرم معادل یک قرص دو بار در روز همراه صبحانه و ناهار سپس در صورتی‌که نیاز باشد پزشک در طول هفته دوز دارو را افزایش می‌دهد و به مقدار ۵۰۰ یا ۸۵۰ میلیگرم دو یا سه بار در روز همراه غذا می‌رساند.
متفورمین همراه با سایر داروهای کاهنده قند: پزشک دوز هر دارو را اندازه‌گیری می‌کند.
متفورمین همراه با انسولین: ابتدا ۵۰۰ میلیگرم یک بار در روز سپس پزشک در صورت نیاز دوز دارو را افزایش می‌دهد.
کودکان بالای ۱۰ سال: ۵۰۰ میلیگرم دو بار در روز همراه صبحانه و عصرانه و در صورت نیاز پزشک دوز دارو را افزایش می‌دهد.
کودکان زیر ۱۰ سال: مقدار داروی مورد نیاز توسط پزشک تعیین می‌شود.

## مکانیسم اثر
متفورمین به دسته ای از داروها تعلق دارد به نام بیگوآنید این دسته دارویی در واقع به شیوه مشابه عمل می‌کنند. متفورمین در این دسته میزان گلوکز ساخته شده توسط کبد را کاهش می‌دهد و در نتیجه میزان جذب گلوکز بدن را کم می‌کند، و اثر انسولین بر بدن را بالا می‌برد. انسولین هورمونی است که از پانکراس ترشح می شود و به بدن کمک می‌کند تا قند اضافی خون را حذف کند. این امر باعث کاهش سطح قند خون می‌شود.
متفورمین به عنوان دارویی برای حساس کردن بدن نسبت به انسولین به کار می‌رود، نه به عنوان دارویی جهت کاهش وزن. بر اساس مکانیسم عمل متفورمین در بدن، «کاهش وزن، تنها یکی از عوارض جانبی آن است». 

## عوارض جانبی

### عوارض جانبی رایج
اسهال، حالت تهوع، گاز معده، دل درد و سوزش سردل این اثرات خفیف هستند و در مدت کوتاهی از بین خواهند رفت. اگر شدید باشند و از بین نروند باید به پزشک مراجعه کنید. 

### عوارض جانبی خطرناک
۱-هیپوگلیسمی (قند خون پائین) که علائم آن عبارتند از: سر درد، لرزش بدن، عصبی بودن، ضربان قلب بالا، تعریق بیش از حد، خواب آلودگی و گیجی. در صورت داشتن علائم فوق سریعاً باید به بیمارستان و یا اورژانس مراجعه کنید.
۲-اسیدوز لاکتیک که علائم آن عبارتند از: ضربان قلب آهسته، خستگی، ضعف، ضعف عضلانی، خواب آلودگی، سرگیجه، تنگی نفس و درد شدید معده . در صورت داشتن علائم فوق سریعاً باید به بیمارستان و یا اورژانس مراجعه کنید. 

## موارد احتیاط
- از نوشیدن الکل و فراورده‌های حاوی الکل خودداری کنید.
- از مصرف داروها بدون تجویز پزشک خودداری کنید بخصوص داروهای بدون نسخه مانند آسپرین، داروهای کنترل‌کننده اشتها، آسم، سرماخوردگی، تب، سینوزیت.
- مشخصات پزشکی خود را شامل مبتلا بودن به بیماری دیابت، لیست داروهای مصرفی با مقدار مصرف آن را همواره حتی در مسافرت به همراه داشته باشید و در صورت امکان برنامه غذایی خود را تغییر ندهید.
- در صورت عمل جراحی یا تست‌های تشخیصی با اشعه ایکس پزشک را از مصرف دارو با خبر کنید.
- در صورت ایجاد علائم لاکتیک اسیدوز که شامل: اسهال، تنفس سریع و سطحی، درد و اسپاسم شدید ماهیچه‌ای، خواب آلودگی غیر معمول، خستگی و ضعف غیرمعمول می‌باشد هر چه سریع تر به پزشک مراجعه کنید.
- پس از تأخیر در خوردن غذا یا نخوردن آن یا بیشتر از معمول ورزش کردن یا نوشیدن مقدار زیادی الکل یا مصرف دارویی خاص یا مصرف بیشتر از حد انسولین، سولفونیل اوره یا داروهای این دسته یا اسهال و استفراغ قند خون کاهش می‌یابد. علائم آن عبارتند از: احساس دلواپسی و دلشوره، تغییرات رفتاری مانند افراد مست، تاری دید، عرق سرد، پریشانی، پوست سرد و رنگ پریده، اشکال در تمرکز، خواب آلودگی، گرسنگی مفرط، تپش سریع قلب، سردرد، تهوع، عصبانیت، کابوس، خواب پرتلاطم، لرزش، اختلال در تکلم، ضعف و خستگی غیرمعمول که سریع پیشرفت کرده و باعث وخیم تر شدن حال مریض می‌شود و باید سریع به وسیلهٔ قندهای فعال سریع الاثر درمان شود.
- راه‌های مفیدی که باعث افزایش قند خون می‌شوند عبارتند از:
- خوردن حبه قند یا نوشیدن آب میوه یا نوشابه غیر رژیمی یا شربت نشاسته یا عسل.
- از خوردن شکلات بعلت اینکه چربی موجود در شکلات مانع از آزادشدن سریع قند موجود در آن می‌شود پرهیز کنید.
- در مواقعی که یک ساعت یا بیشتر غذا نخوردید یک غذای مختصر مانند تکه‌ای گوشت یا ساندویچ یا شیرینی بخورید.
- پس از تب یا عفونت یا مصرف کمتر از حد انسولین، سولفونیل اوره، متفورمین و داروهایی از این دسته یا فراموش کردن مصرف دارو یا ورزش نکردن به میزان کافی یا مصرف داروهای خاص برای درمان علائم دیگر دیابت و تغییر میزان قند خون یا سرپیچی از رژیم غذایی و پرخوری کردن قند خون افزایش می‌یابد و علائم آن عبارتند از:

تاری دید، خواب آلودگی، خشکی دهان، افزایش حجم و تکرر ادرار، کاهش اشتها، تهوع و استفراغ، معده درد، خستگی، عطش غیرمعمول که باید برای درمان آن هر چه سریع تر به پزشک مراجعه کرد. در صورتی‌که بیمار در این مرحله درمان نشود دچار پوست خشک برافروخته، تنفس بدبو، وجود کتون در ادرار، تنفس سطحی و مشکل شده که هیپرگلسیمی شدید رخ داده و منجر به کتواسیدوزیس و مرگ می‌شود.
- در صورت افزایش قندخون برای اطمینان از اینکه قند خون تنظیم شده باید مرتب با پزشک چک کرد و بدون نظر پزشک دوز دارو را تغییر نداد.

### مصرف قرص متفورمین در بارداری
در مراقبت‌های بارداری باید بدانیم که قرص متفورمین در بارداری منع مصرف ندارد اما فقط باید در صورت الزام و نسخه پزشک مصرف شود. از مصرف سرخود آن در بارداری در افراد غیر دیابتی جدا خودداری شود.‌ 

## تداخل دارویی
مصرف هم‌زمان با سولفونیل اوره‌ها ممکن است موجب بروز هایپوگلیسمی شود. در صورت مصرف هم‌زمان این داروها غلظت خونی گلوکز باید مرتباًاندازه‌گیری شود. در صورت لزوم مصرف متفورمین با انسولین، برای جلوگیری از بروز هایپوگلیسمی و به دست آوردن نسبت مناسب مصرف آنها، در شروع درمان بیمار باید بستری شود. در صورت مصرف هم‌زمان با سایمتیدین، کلیرانس کلیوی متفورمین ممکن است کاهش یابد. مقدار مصرف متفورمین باید کاهش یابد. در صورت مصرف هم‌زمان داروهای ضد انعقاد با متفورمین، ممکن است مقدار مصرف داروهای ضد انعقاد احتیاج به تنظیم داشته باشد. برخی داروها ممکن است قند خون را افزایش داده و ازدیاد دوز متفورمین را ضروری نمایند. مهم‌ترین این داروها عبارتند از: بلوکرهای کانال کلسیمی، کورتیکواستروئیدها، استروژن‌ها، ضد بارداری‌های هورمونی، ایزونیازید، نیاسین، فنوتیازین‌ها، فنی‌توئین، داروهای مقلد سمپاتیک، تیازیدها و دیگر دیورتیک‌ها، و هورمون‌های تیروئیدی. داروهای کاتیونی (آمیلوراید، سایمتیدین، دیگوکسین، مورفین، پروکائین آمید، کینیدین، کینین، رانیتیدین، تریامترن، تریمتوپریم و وانکومایسین) ممکن است با متفورمین در ترشح کلیوی رقابت نموده و سطح آن را افزایش دهند.

## یافته‌های جدید
بر اساس پژوهش‌های اخیر، این دارو احتمالاً در آینده خواهد توانست برای درمان سرطان پستان به کار رود. یافته‌های جدید نشان می‌دهد که  
موجب سرکوب فعالیت میتوکندری می‌شود و می‌تواند در آینده روشی برای درمان سرطان پستان به کار رود.
آزمایش‌های دیگری نیز تأثیر متفورمین برای سرکوب رشد تومورهای سرطانی پستان نشان داده‌اند.
از متفورمین‌های آهسته رهش برای لاغری نیز استفاده می‌گردد. اما این پاسخ‌دهی نیازمند مطالعات بیشتر نیز هست.

### به عنوان داروی ضدپیری
متفورمین باعث می‌شود تعداد اکسیژن بیشتری در هر سلول آزاد گردد و این امر ظاهراً طول عمر و استحکام بدنی را بالا خواهد برد؛ لذا بهترین کاندیدا به‌عنوان یک داروی عالی وضدپیری، داروی متفورمین است.

### مصرف متفورمین در دوران شیردهی
مشخص نیست که آیا متفورمین  از طریق شیر مادر به بدن نوزاد منتقل می‌شود یا خیر . در صورت مصرف متفورمین  نباید به نوزاد شیر بدهید .